# Perdita optiva
Perdita optiva är en biart som beskrevs av Timberlake 1954. Perdita optiva ingår i släktet Perdita och familjen grävbin. Inga underarter finns listade i Catalogue of Life.